# Ягелла
Ягелла (пол. Jagiełła) — село в Польщі, у гміні Триньча Переворського повіту Підкарпатського воєводства.
Населення — 1109 осіб (2011).

## Історія
Нинішня північна частина нинішніх Ягеллів уперше згадується в королівській люстрації 1674 р. як менша частина з 34 будинками села Воля Підсянська, а південна — як присілок Завада села Уїзна у 1589 р. У 1723 р. Воля Підсянська поділена на 2 села — Ягелла і Гориці та присілок Завада від’єднано від Уїзної і приєднано до Ягелли.
У 1772-1918 рр. село було у складі Австро-Угорської монархії, у провінції Королівство Галичини та Володимирії. На цей час місцеве українське населення лівобережного Надсяння після півтисячолітніх латинізації та полонізації було переважно асимільоване, зокрема у 1913 р. фіксується останній греко-католик села, який належав до парафії Гориці Канчуцького деканату Перемишльської єпархії. У міжвоєнний період Ягелла зникає з переліку сіл парафії.
У 1975-1998 роках село належало до Перемишльського воєводства.

## Демографія
Демографічна структура станом на 31 березня 2011 року:
|          | Загалом | Допрацездатний вік | Працездатний вік | Постпрацездатний вік |
| -------- | ------- | ------------------ | ---------------- | -------------------- |
| Чоловіки | 589     | 145                | 391              | 53                   |
| Жінки    | 520     | 118                | 286              | 116                  |
| Разом    | 1109    | 263                | 677              | 169                  |